# Pano Panagia
Pano Panagia (griechisch Πάνω Παναγιά), auch nur Panagia (griechisch Παναγιά), ist eine Gemeinde im Bezirk Paphos in der Republik Zypern. Bei der Volkszählung im Jahr 2021 hatte sie 392 Einwohner.

## Name
Auf offiziellen Karten wird das Dorf als Pano („oberes“) Panagia aufgeführt, obwohl das damalige weit entfernte Kato („unteres“) Panagia seit den 1930er Jahren nicht mehr existiert. Pano Panagia erhielt seinen Namen von Panagia, die in der Gegend verehrt wird.

## Lage und Umgebung

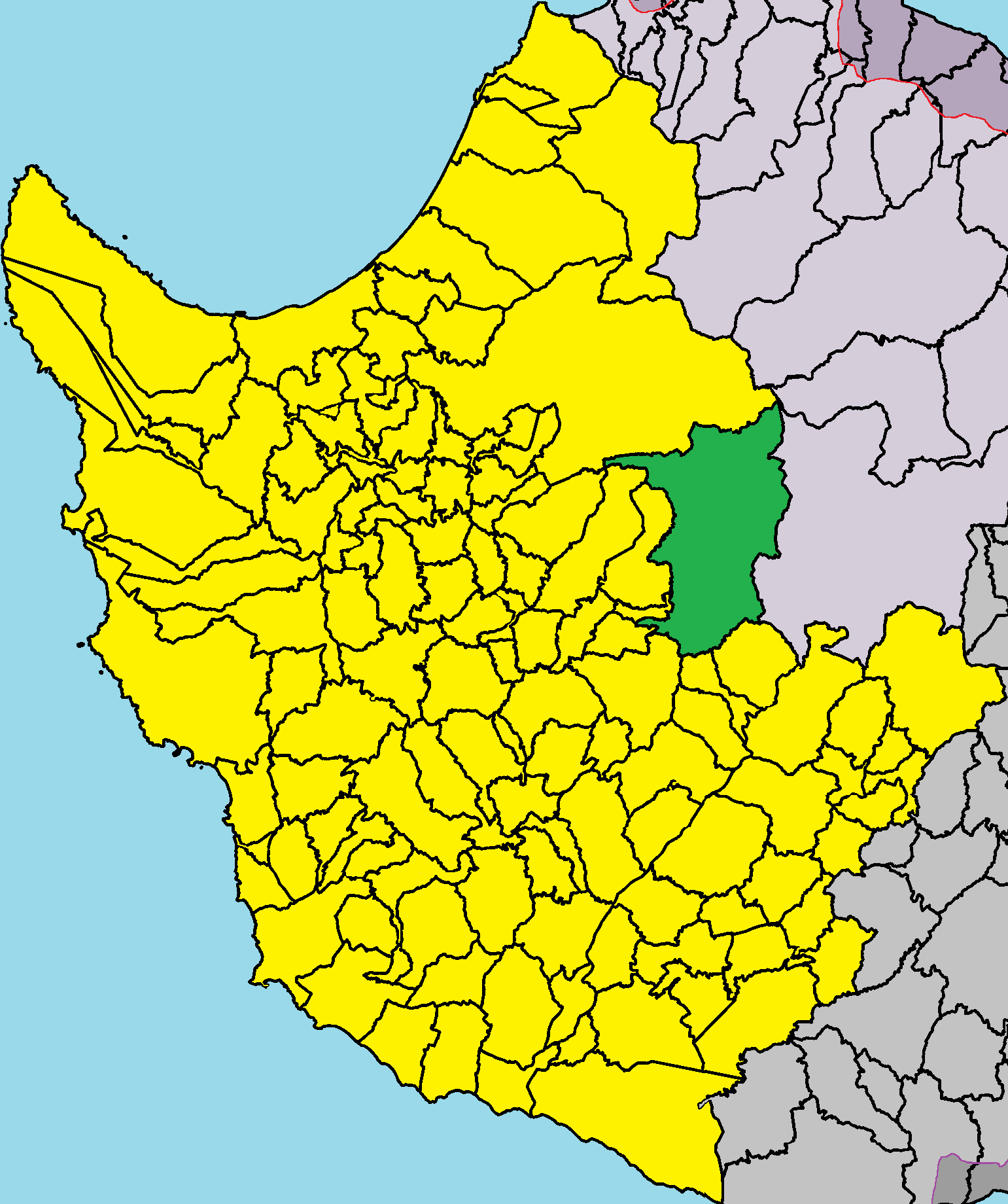
Lage im Bezirk Paphos

Pano Panagia liegt im Osten des Bezirks Paphos auf der Mittelmeerinsel Zypern auf einer Höhe von etwa 900 Metern, etwa 33 Kilometer nordöstlich von Paphos. Das 53,0455 Quadratkilometer große Dorf grenzt im Norden an Lysos, im Osten an Mylikouri, im Süden an Vretsia, Kilinia und Statos-Agios Fotios und im Westen an Lapithiou, Mamountali, Asprogia und Kritou Marottou. Das Dorf kann über die Straßen E606, E703 und F726 erreicht werden.
Die durchschnittliche jährliche Niederschlagsmenge beträgt 743 Millimeter. Die größte Fläche nördlich des Dorfes wird vom Staatswald von Paphos eingenommen. In der Umgebung werden hauptsächlich Weinreben angebaut, aber auch verschiedene Arten von Obstbäumen, Hülsenfrüchte, Zitrusfrüchte, Mandeln, Oliven sowie einige Zierpflanzen, Gemüse, Getreide, Walnüsse, Jalapenos und Johannisbrot. Geologisch betrachtet wird das Gemeindegebiet von den Diabasen und Laven des Troodos Ophiolitic Complex, den Ablagerungen der Lefkara-Formation (Kreiden, Mergel und Keratolithe), den glazialen Kalksteinen der Terra-Formation und den Tonen der Monis-Formation dominiert. Auf diesen Gesteinen entwickelten sich silikatische Böden, Torfböden und kalkhaltige Böden.

## Geschichte
Nearchos Cleridis behauptet, dass die alte Siedlung Panagia durch eine neuere ersetzt wurde, als sie durch Sedimentation zerstört wurde. Die neuere Siedlung wurde höher gebaut als die ältere, weshalb sie die Bezeichnung Pano erhielt. Es scheint allerdings wahrscheinlicher, dass die beiden Siedlungen eine Zeit lang zusammen und in der Nähe existierten, bis die ältere (Kato Panagia) endgültig aufgegeben wurde.
In der Gegend gab es während der fränkischen Zeit ein Herrenhaus mit dem Namen Casa Nostra Donna. Louis de Mas Latrie gibt die Information, dass das Herrenhaus Nostra Donna zur Vogtei von Alexandretta gehörte.

### Bevölkerungsentwicklung
Die folgende Tabelle zeigt die Bevölkerung des Dorfes, wie sie in den in Zypern durchgeführten Volkszählungen erfasst wurde.
| Jahr      | 1881 | 1891 | 1901 | 1911 | 1921 | 1931 | 1946 | 1960 | 1976 | 1982 | 1992 | 2001 | 2011 | 2021 |
| Einwohner | 462  | 409  | 536  | 574  | 662  | 662  | 988  | 1047 | 1062 | 827  | 680  | 552  | 481  | 392  |

## Kultur und Sehenswürdigkeiten

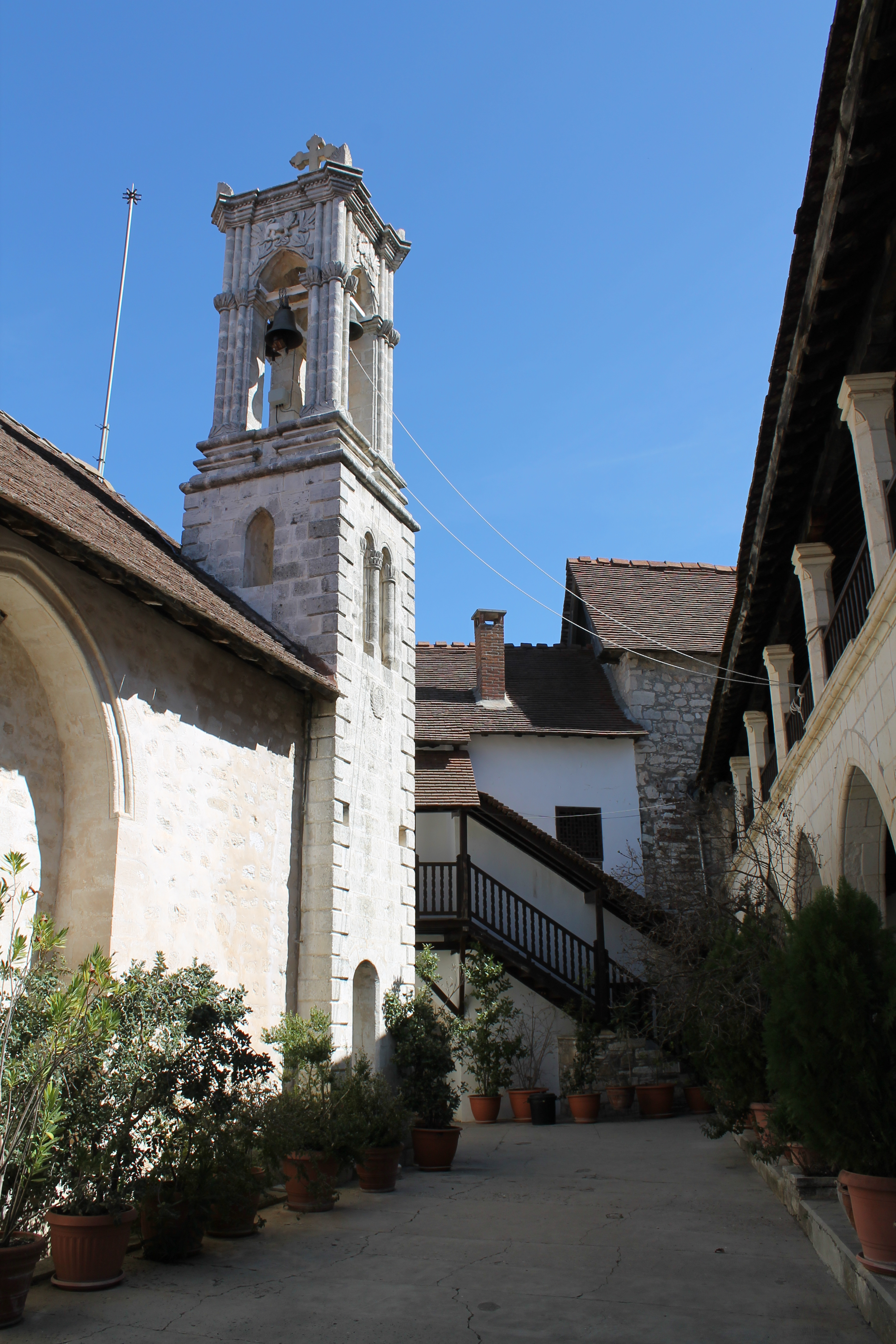
Chrysorogiatissa-Kloster

Etwa 1,5 km außerhalb des Ortskerns liegt das Chrysorogiatissa-Kloster, das Fresken und Ikonen aus drei Jahrhunderten beinhaltet. Es wurde 1152 gegründet und besteht in seiner heutigen Form seit 1770. Daneben gibt es einige weitere Kirchen und Kapellen rund um den Ort. In Pano Panagia würdigt ein kleines Museum im Geburtshaus von Makarios III. den ersten Präsidenten der Republik Zypern, der im Dorf aufgewachsen ist. Ein Volkskundemuseum unter dem Gebäude des Gemeinderats enthält eine Sammlung traditioneller Gegenstände und Werke aus dem Dorfgebiet und zeigt das Leben der Bewohner.

## Persönlichkeiten
- Makarios III. (1913–1977), Erzbischof und Präsident der Republik Zypern
- Giorgos Lillikas (* 1960), Politiker